# Cité des Sciences et de l'Industrie
Cité des Sciences et de l'Industrie smješten u Parc de la Villette u Parizu. Najveći je znanstveni muzej u Europi.
Muzej godišnje posjeti oko pet milijuna ljudi. Atrakcije u muzeju kreću se od planetarija do podmornice (Argonaute), a uključuju IMAX kino (La Géode) i poseban prostor za djecu i mlade.
Muzej je nastao na inicijativu predsjednika Giscard d'Estaing s namjerom širenja znanstvenih i tehničkih spoznaja među javnošću, posebice mladima, kao i poticanja javnog interesa za znanost, istraživanje i industriju.

## Vanjske poveznice
- Službena web stranica (engl.) (fr.)